# 谢尔盖·利亚普诺夫
谢尔盖·米哈伊洛维奇·利亚普诺夫（俄语：Сергей Михайлович Ляпунов，1859年11月30日—1924年11月8日)，俄罗斯作曲家，钢琴家。早年在莫斯科音乐学院学习，1885年结识巴拉基列夫，此后一直深受其影响。1893年，他与巴拉基列夫和里亚多夫一同搜集民歌。之后曾在欧洲各地旅行演出。1911年任圣彼得堡音乐学院教授，1923年流亡法国，次年病逝于巴黎。
利亚普诺夫的作品主要受李斯特和强力集团的影响。其乐队作品多采用民歌旋律，同时有复杂的形式。钢琴作品写法近似李斯特，一般需要高度演奏技巧，特别是著名的《十二首超技练习曲》。
利亚普诺夫之兄亚历山大·利亚普诺夫是著名的数学家，物理学家。